# Mantawitz

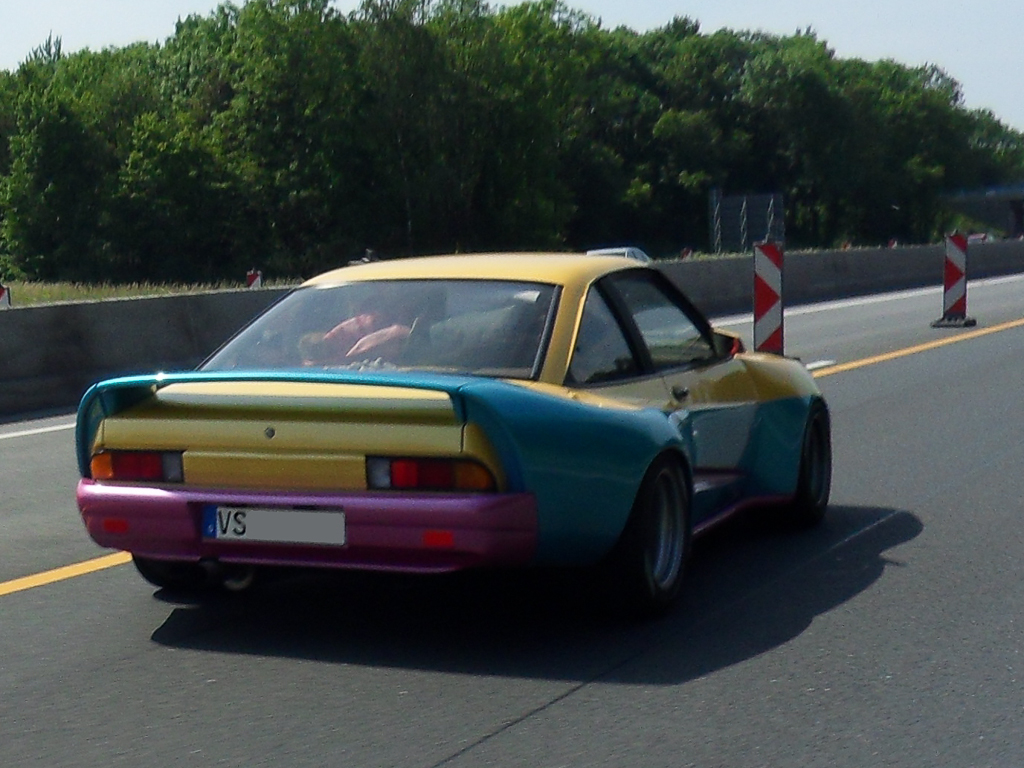
Opel Manta B mit Breitbausatz

Mantawitze sind Witze, die auf die angeblichen sozialen Merkmale und Verhaltensweisen typischer Mantafahrer und das Image des Opel Manta abzielen, teilweise auch auf die angeblich typische Partnerin des typischen Mantafahrers, eine (blonde bzw. blondierte) Friseuse.

## Hintergrund
Der Manta war ein erfolgreiches Modell der Automarke Opel, das insbesondere in der späteren Phase seines Produktionszyklus und der Zeit danach einen Kultstatus erreichte. Dieser Status ist bei Manta-Liebhabern positiv, bei großen Bevölkerungsteilen jedoch extrem negativ besetzt. Der Manta gilt als billiges Möchtegern-Sportvehikel, den Besitzern wird geringer sozialer Status und niedrige Intelligenz unterstellt. Sie werden als Angehörige der Unterschicht, als dumm und primitiv dargestellt und die Neigung der Mantafahrer zum Basteln an ihren Fahrzeugen wird negativ gesehen.
Opel hielt lange am Hinterradantrieb fest und die damaligen Opel waren weitgehend robust und zuverlässig gebaut, der Manta konnte aber nie die sportliche Leistung erreichen, die sein Design nahelegte. In der Folge wurde dieser Differenz zwischen dem, was das Aussehen versprach, und der tatsächlichen Leistung durch Aufmotzen und Basteln entgegengearbeitet. Beim Aufarbeiten wurden die Mantas häufig mit Tuning-Kits nachgerüstet, oft angelehnt an die damaligen Rallye-Opel (z. B. mit Walter Röhrl). So wurden Mantafahrer zum idealen Spottobjekt und es entstanden eine große Anzahl von Mantawitzen.
Die Gruppe Norbert & die Feiglinge hatten mit ihrem Lied Manta ab 1989 erheblichen Erfolg. In den frühen 1990er Jahren waren Mantawitze zeitweise derart in Mode, dass sogar Kinofilme erschienen, die das in den Witzen gängige Klischee vom Mantafahrer auf Spielfilmlänge ausleuchteten (Manta Manta und Manta – Der Film). Beide Filme waren große Erfolge an den Kinokassen. Auch die Fernsehshow Wetten, dass..? griff am 2. März 1991 das Thema auf; in einer Saalwette sollten mindestens zehn Mantafahrer ins Studio kommen, die alle Manni (Manfred) heißen und eine Partnerin haben, die von Beruf Friseuse ist. Die Wette wurde gewonnen.
Ende der 1990er Jahre griff die Tankstellenmarke DEA das Thema noch einmal in einer großangelegten Werbekampagne auf. Ein optisch wie im Verhalten stark klischeehafter Mantafahrer wurde an der Tankstelle von zahlreichen Personen mit „Super, Ingo“ angesprochen und hielt das für ein Kompliment, bis er feststellen musste, dass es sich um eine Warnung handelte, nicht unbedachterweise statt Superbenzin Diesel zu tanken.
Die Ausdrücke Mantaschale für eine Portion Pommes frites und Mantaplatte für eine Currywurst mit Pommes frites, die ebenfalls aus dem Kontext der Manta-Witzwelle um 1990 stammen, haben in Deutschland bis in die 2010er Jahre einen Bekanntheitsgrad behalten. Sie karikieren die vermeintlich einfachen und ungesunden Ernährungsgewohnheiten der Mantafahrer.
Die Mantawitze sollen Teil einer vom Konkurrenten Porsche lancierten Marketing-Kampagne gewesen sein, um das erfolgreiche Auto in der Öffentlichkeit schlechtzumachen und das Modell Manta zu ruinieren. Der Komiker Karl Dall habe im Auftrag von Porsche die ersten einhundert Mantawitze erfunden, alles Weitere habe sich dann von alleine ergeben. Diese Verschwörungstheorie geht auf einen Kurzfilm der damaligen Filmstudenten Johannes Kümmel und Max Penk zurück, den sie in der Absicht erschufen, ein Virales Video zu erschaffen, was auch gelang. Auch nach Aufdeckung des Hoax durch Spiegel online im Jahr 2008 finden sich immer noch Menschen, die diese Verschwörungstheorie glauben.

## Der Mantafahrer im Witz
Der typische Mantafahrer in diesen Witzen spricht Ruhrpott-Slang, trägt den Namen „Manni“, als Schuhe „Mantaletten“ (Cowboystiefel), um den Hals ein Goldkettchen und auf dem Kopf eine Vokuhila-Frisur. Er lässt bei jeder Temperatur beim Fahren den Ellenbogen durch das geöffnete Seitenfenster ragen (weshalb die Manta-Tür vom Achselschweiß rostig sein soll und Mantafahrer am Eiszapfen am Arm zu erkennen sein sollen), hat eine blond(iert)e Friseuse auf dem Beifahrersitz, und sein Auto ist getunt, verspoilert, tiefergelegt und dekoriert (Plüschwürfel am Rückspiegel, Fuchsschwanz an der Antenne, „Kenwood“-Aufkleber auf der Heckscheibe, …). Er war höchstens auf der Hauptschule, in der er mehrere Klassen wiederholen musste, und bedient sich gern der Interjektionen „ey!“ und „boah!“. Bei Frauen zeigt er ein äußerst direktes Flirtverhalten („Ey, ficken?“). Er pflegt eine Feindschaft vor allem gegenüber VW-Golf-GTI-Fahrern („Golfkrieg“), mit denen er auch bevorzugt Wettrennen veranstaltet, und verunglückt mit seinem Auto in vielen Witzen tödlich. Bei der anschließenden Beerdigung, die typischerweise montags stattfindet, weil die Friseusen frei haben, wird sein Sarg auf Wunsch seiner Kumpels noch etwas tiefer gelegt.

## New Kids
Gut 20 Jahre nach der deutschen Mantawitz-Welle wurde das Thema um 2010 herum zu einem Stilelement einer niederländischen Produktion: Ein wesentliches Element der auch in Deutschland sehr erfolgreichen Fernsehserie und der Kinofilme der New Kids ist ein grüner Opel Manta B, Baujahr 1978, der in nahezu identischer Weise wie im deutschen Mantawitz eingesetzt wird, um das Verhalten einer Gruppe bildungsferner junger Männer komödiantisch zu karikieren. Verarbeitete Klischees waren das Tunen und Stylen des Fahrzeugs, die geringe Intelligenz, der proletarische Soziolekt des Fahrers sowie seine Neigung, Wettrennen im öffentlichen Verkehr zu veranstalten, und seine Liebe zu einer ebenfalls bildungsfernen, blondierten Frau inklusive seines sehr unbeholfenen und stark auf den Geschlechtsakt fixierten Verhaltens Frauen gegenüber.
Die New Kids verhalten sich allerdings oft sehr aggressiv und weitgehend dissozial, Eigenschaften, die das eher kumpelhaft und sozial eingestellte deutsche Mantawitzklischee um 1990 nicht hatte.